# Hypoestes microphylla
Hypoestes microphylla är en akantusväxtart som beskrevs av Christian Gottfried Daniel Nees von Esenbeck. Hypoestes microphylla ingår i släktet Hypoestes och familjen akantusväxter. Inga underarter finns listade i Catalogue of Life.